# Porjus församling
Porjus församling var en församling i Luleå stift och i Jokkmokks kommun i Norrbottens län. Församlingen uppgick 2006 i Jokkmokks församling.

## Administrativ historik
Församlingen bildades 1962 genom en utbrytning av Porjus kyrkobokföringsdistrikt ur Jokkmokks församling och ingick därefter till 2006 i pastorat med Jokkmokks församling. 2006 återgick församlingen till Jokkmokks församling.
När Porjus församling bildades hade den 1 231 invånare och omfattade en landareal av 4 350,00 kvadratkilometer.

## Areal
Porjus församling omfattade den 1 januari 1976 en areal av 4 570,0 kvadratkilometer, varav 4 350,0 kvadratkilometer land.

## Befolkningsutveckling
| Befolkningsutvecklingen i Porjus församling 1930–2000 | Befolkningsutvecklingen i Porjus församling 1930–2000 | Befolkningsutvecklingen i Porjus församling 1930–2000 | Befolkningsutvecklingen i Porjus församling 1930–2000 | Befolkningsutvecklingen i Porjus församling 1930–2000 |
| --- | ----------------------------------------------------- | ----------------------------------------------------- | ----------------------------------------------------- | ----------------------------------------------------- |
| |                                                       |                                                       |                                                       |                                                       |
| År |                                                       |                                                       | Folkmängd                                             |                                                       |
| 1930 | 1930                                                  |                                                       | 1 118                                                 |                                                       |
| 1935 | 1935                                                  |                                                       | 1 022                                                 |                                                       |
| 1940 | 1940                                                  |                                                       | 1 263                                                 |                                                       |
| 1945 | 1945                                                  |                                                       | 1 307                                                 |                                                       |
| 1950 | 1950                                                  |                                                       | 3 049                                                 |                                                       |
| 1955 | 1955                                                  |                                                       | 1 490                                                 |                                                       |
| 1960 | 1960                                                  |                                                       | 1 309                                                 |                                                       |
| 1965 | 1965                                                  |                                                       | 1 025                                                 |                                                       |
| 1970 | 1970                                                  |                                                       | 746                                                   |                                                       |
| 1975 | 1975                                                  |                                                       | 804                                                   |                                                       |
| 1980 | 1980                                                  |                                                       | 721                                                   |                                                       |
| 1985 | 1985                                                  |                                                       | 669                                                   |                                                       |
| 1990 | 1990                                                  |                                                       | 603                                                   |                                                       |
| 1995 | 1995                                                  |                                                       | 561                                                   |                                                       |
| 2000 | 2000                                                  |                                                       | 459                                                   |                                                       |
| Anm: Siffrorna före 1962 avser Porjus kyrkobokföringsdistrikt, som var del av Jokkmokks församling. För åren 1930 & 1940-1945: befolkning enligt folkräkning 31 december enligt den administrativa indelningen den 1 januari följande år. 1950 avser befolkning enligt folkräkning den 31 december enligt den administrativa indelningen den 1 januari 1952. 1960-1970 avser befolkning enligt folkräkning den 1 november enligt den administrativa indelningen den 1 januari följande år. För åren 1935, 1955 samt 1975-2000: befolkning 31 december enligt den administrativa indelningen den 1 januari följande år. |                                                       |                                                       |                                                       |                                                       |

## Kyrkor
- Porjus kyrka

## Om området som utgjorde församlingen
Porjus församling låg i nordvästra delen av Jokkmokks kommun och hade en drygt 200 kilometer lång nordostgräns mot Gällivare församling. Församlingen omfattade stora delar av Jokkmokks kommuns fjällvärld och genomflytes av Stora Luleälv. Stora Sjöfallets nationalparks södra del ligger i den tidigare församlingen.
Församlingskyrka var Porjus kyrka. Den byggdes 1928 och är en träkyrka utan torn.
I kyrkorten Porjus ligger bland annat Porjus kraftverk. Kyrkorten har även en station längs Inlandsbanan (Porjus station).
Namnet Porjus anses komma från lulesamiskans Bårjås vilket betyder segel. Detta har deriverats från namnet på berget Bårjåsvárre. I övrigt är ordets etymologi osäker.